# 塞罗佩迪卡
塞罗佩迪卡是巴西里约热内卢州的一个市镇。总面积283.794平方公里，总人口78819人，人口密度277.7人/平方公里。